# آسیاب بادی مچی
آسیاب بادی مچی سیستان یکی از مهم‌ترین آسیاب‌‌های بادی سیستان است که در نزدیکی تعدادی از مهم‌ترین جاهای دیدنی سیستان، نظیر قلعه رستم و قلعه مچی قرار دارد. هرچند از قدمت آن اطلاعات دقیقی در دست نیست؛ معماری آن بی‌گمان نشان از عمر بسیارش دارد.

### معرفی آسیاب بادی مچی
از جمله نقاطی كه تاكنون بقایای آسیاب بادی در آن پابرجا است، می‌توان به ناحیه حوضدار زابل در سیستان اشاره کرد. آثار تزیینات خشتی، جدار و نمای خارجی آسیاب بادی مچی گویای هویت تاریخی آن است. قلعه مچی و بناهای وابسته به آن در جنوب غربی شهر زابل در سیستان قرار دارد. این قلعه مقر و کاخ خاندان بزرگ ملک محمد رییسی، فرمانروایان جنوبی سیستان بود که از خشت و گل ساخته شده‌ است.

## آسیاب‌های بادی‌ سیستان
در حاشیه مرزهای شرقی ایران که در مسیر بادهای موسمی قرار دارد و فاقد میزان کافی آب‌های روان سطحی است، از دیرباز استفاده از نیروی باد برای به‌کار انداختن آسیاب‌های بادی معمول بوده است. هم‌اینک نیز در بعضی نقاط این منطقه استفاده از باد برای تولید نیرو رواج دارد. در این خطه با توجه به شرایط جغرافیایی و وزش بادها، آسیاب‌های بادی متعددی به چشم می‌خورد و در واقع سیستان نخستین خاستگاه آسیاب‌های بادی در ایران است.
مسعودی درباره سرزمین آسیاب‌های بادی این‌گونه می‌گوید:
سیستان سرزمین شن و باد است. در آنجا باد آسیاب‌ها را به گردش در می‌آورد و آب را از رودخانه بالا می‌كشد و زمین‌ها با این آب آبیاری می‌شود. در هیچ نقطه جهان بیشتر از سیستان از باد استفاده نمی‌كنند.
استخری نیز دراین‌باره می‌گوید:
در آنجا بادهای شدیدی می‌وزد به طوری كه به واسطه این بادها آسیاب‌های ساخته شده با باد می‌گردد.

## تاریخچه
در مورد زمان پیدایش آسیاب‌های بادی اطلاع دقیقی در دسترس نیست؛ اما طبق گفته مورخان و سیاحان احتمالا زمان پیدایش آسیاب‌های بادی به ۲۰۰ سال قبل از میلاد مسیح بر می‌گردد. درباره مکان پیدایش و زادگاه آسیاب بادی نیز حرف و حدیث‌های فراوانی وجود دارد؛اما اغلب محققان و مورخان در اینکه سیستان زادگاه آسیاب بادی است، هم‌‌رای‌ هستند. این تکنولوژی یکی از روش‌های ارتباط تجاری بر اساس مجاورت اقوام با یک‌دیگر و تسلط یک قوم بر قوم دیگر است و از طریق جاده ابریشم به سرزمین‌های شرق دور به‌خصوص چین منتقل شده است. آسیاب‌های بادی در مواردی همچون تهویه هوای منازل، کشیدن آب از چاه و آرد کردن غله مورد استفاده قرار می‌گرفتند. ایران با داشتن ۲۰۰۰ آسباد و آسیاب اولین كشور دارنده آسیاب‌های بادی است. هلندی‌ها این فناوری سنتی را طی جنگ‌های صلیبی از سیستان ایران گرفته‌اند..

## معماری
طرز ساخت آسیاب‌های بادی سیستان بدین گونه است که در آغاز، برجی بلند، مانند مناره می‌سازند. ساختمان آسیاب دارای دو بخش است. در بخش پایین، سنگ‌های آسیا قرار دارد كه بر اثر چرخش سنگ زیرین غلات را آرد می‌كند. در بخش بالا، چرخی قرار دارد كه با نیروی باد به حركت در می‌آید. بر اثر حركت چرخ و محور آن، سنگ زیرین آسیاب به چرخش در می‌آید. پس از پایان این بنای دو اشكوبه، سیستانی‌ها چهار شكاف در دیوار ایجاد می‌كنند. این شكاف‌ها همانند شكاف‌های تیراندازی در برج‌ها و باروها است. شكاف‌ها از درون ‌تنگ‌تر می‌شوند. باد از میان این شكاف‌ها با نیروی بسیار به درون می‌وزد؛ مانند بادی كه از دم آهنگری خارج می‌شود.